# Boundary Bay Wildlife Management Area
Die Boundary Bay Wildlife Management Area ist ein gesteuertes Schutzgebiet in der kanadischen Provinz British Columbia. Es umfasst den gesamten kanadischen Teil der Boundary Bay in der Region Lower Mainland und wurde am 21. Juni 1995 vom British Columbia Ministry of Forests, Lands, Natural Resource Operations and Rural Development (FLNRORD) eingerichtet, um einen essenziellen Lebensraum für Zugvögel, heimische Fische und Meeressäuger zu schützen. Die Boundary Bay Wildlife Management Area ist Teil der größeren Fraser River Delta Ramsar Site, eines Ramsar-Feuchtgebiets.

## Beschreibung
Die Boundary Bay Wildlife Management Area liegt in der Boundary Bay, einer seichten Bucht der Salish Sea beidseits der Grenze zwischen Kanada und den Vereinigten Staaten mit der Provinz British Columbia auf der kanadischen und dem Bundesstaat Washington auf der US-amerikanischen Seite. Der nordöstliche Teil der Bucht, nach den großen Wattflächen Mud Bay (nach engl. mud = Schlamm) benannt, ist aufgrund der hohen Biodiversität und der ökologischen Produktivität besonders bedeutend.
Das Schutzgebiet sichert auch die Mündungen von Serpentine River und Nicomekl River, die beide von Nordosten in die Mud Bay münden.

## Ökologie
Die Salzwiesen und Wattflächen der Boundary Bay beherbergen große Populationen von Queller und verschiedenen Gräsern. Häufige Vogelarten im Schutzgebiet sind Kanadapfeifente, Kanadareiher, Bergstrandläufer, Raufußbussard, Hudsonweihe, Weißkopfseeadler und Schleiereule.
Außerdem ist eine große Population von Seehunden heimisch. Das Gebiet zieht regelmäßig Grauwale und Schwertwale an und bietet Laich- und Futterplätze für Lachsfische und Pazifische Heringe.